# 翼手龍屬
翼手龍屬又名翔指翼龍，是翼龍目的代表屬之一，為第一個被命名的翼龍類。生活在侏羅紀晚期，牠們是肉食性動物，可能獵食魚類與其他小型動物。如同所有翼龍類，翼手龍的翼膜由皮與肌肉構成，從牠的最後一根手指延展到牠的身體。翼的內部由膠質纖維支撐，外部由角質脊狀物支撐。化石分佈極其廣泛，已在歐洲、非洲等地發現。翼手龍的學名在希臘文意思為“有翼的手指”，指的是牠的翼由一個巨大手指支撐。
翼手龍經常被描繪成和蛇頸龍爭搶魚肉的形象，但實際上牠生存的年代比蛇頸龍要短很多，蛇頸龍要到白堊紀末才滅絕，兩者不可能相遇。翼手龍是在兒童的恐龍讀物裡面出現頻率非常高的一種中生代飛行爬蟲類，但是牠在《侏羅紀公園》系列電影和電玩遊戲中卻極少出現，代替牠的位置的通常有無齒翼龍和風神翼龍。

## 敘述

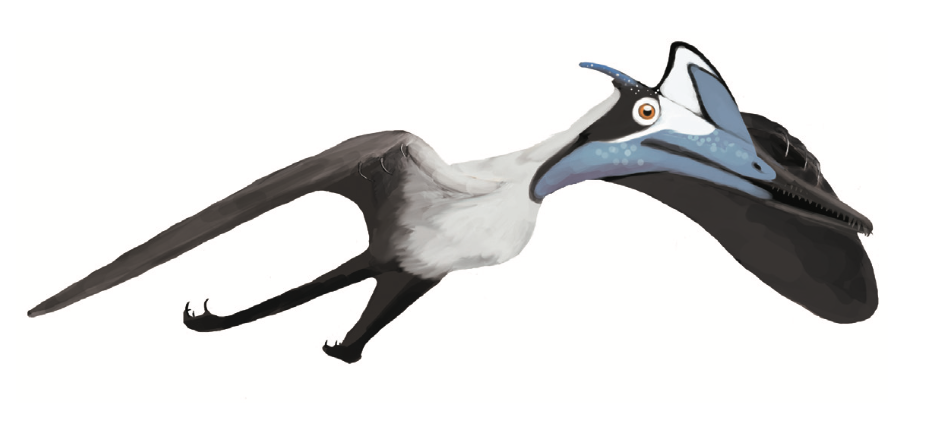
依據BMMS 7和BSP 1929繪製的古老翼手龍復原圖

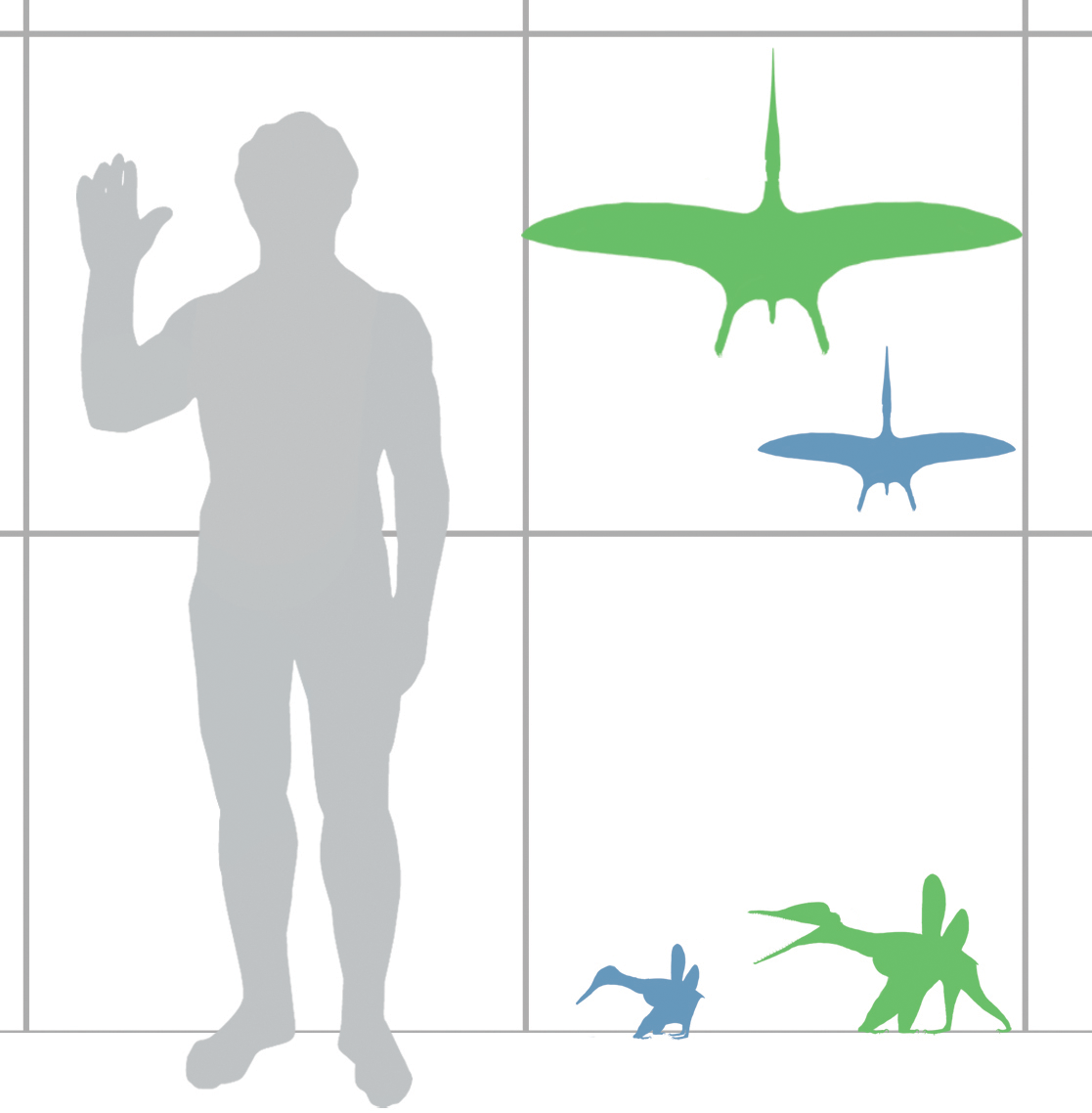
翼手龍的兩件標本：正模標本（藍色，亞成年）和BMMS 7（綠色，成年）與人類的體型比較

翼手龍是種中小型翼龍類，寇氏翼手龍的翼展為50公分，巨翼手龍的翼展有2.4公尺。其他種的體型更小，尤其是P. micronyx，但這些種可能是翼手龍、德國翼龍、或頜翼龍的幼年個體。
在1998年發現的寇氏翼手龍的新標本，保存了骨骼以外的軟組織，有助於科學家重建翼手龍的外貌。如同其他梳頜翼龍超科，翼手龍的頭部有軟組織構成的頭冠。翼手龍的指爪也覆蓋者長、彎曲的角質鞘。翼手龍的身體覆蓋者類似毛的覆蓋物，頸部後方的毛較長。腳趾之間有蹼連接者。

## 歷史

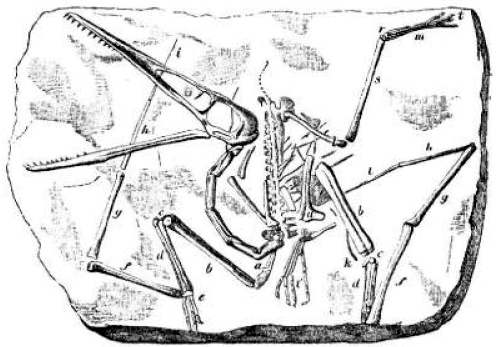
古老翼手龍模式標本的素描，由理查德·萊德克在1888年繪製。

翼手龍是第一個被命名的翼龍類。在1784年，時任巴伐利亞選帝侯卡爾·特奧多爾科學奇物收藏室館長的義大利科學家柯西莫·亞歷山德羅·柯利尼（Cosimo Alessandro Collini）在巴伐利亞選侯國（今屬德國）的索倫霍芬石灰岩發現翼手龍的第一個化石。但是，柯利尼將翼手龍誤認為海生動物，而非飛行動物，因為他認為只有海洋才能生存這種奇特的動物。一些科學家持續支持這個海生動物假設，直到1830年，巴伐利亞動物學家约翰·格奥尔格·瓦格勒（Johann Georg Wagler）仍提出翼手龍屬的前肢是用來游泳的。瓦格勒更建立Gryphi綱，包含翼手龍與其他水生脊椎動物，介於鳥綱與哺乳綱之間；其他的水生脊椎動物後來被建立為蛇頸龍目、魚龍目、單孔目。

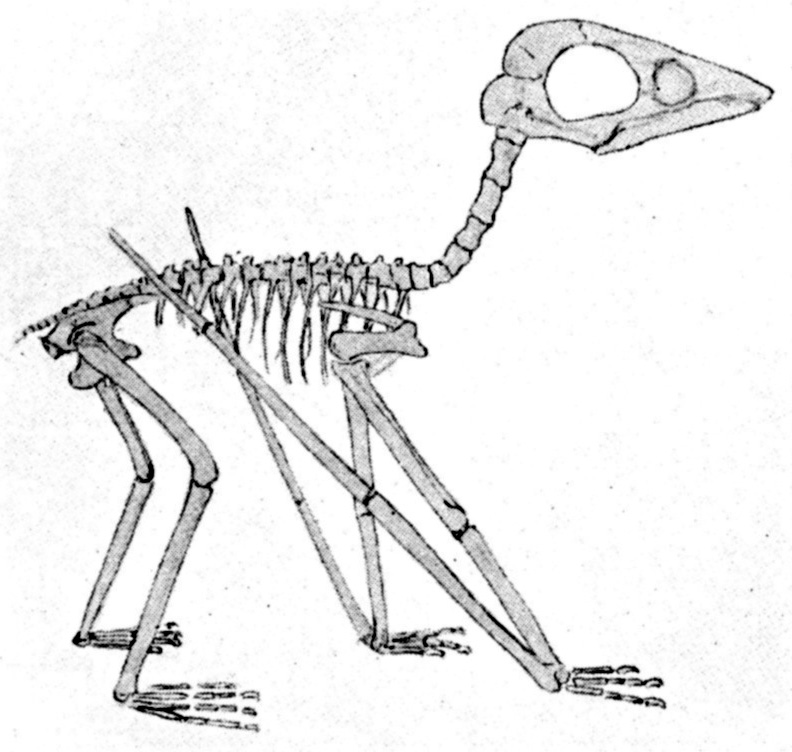
古老翼手龍的骨骼圖，根據第二個標本所建立

在1800年，法國科學家約翰·赫爾曼（Johann Hermann）以書信通知另一位法國科學家喬治·居維葉（Georges Cuvier），他認為翼手龍的化石可能被拿破崙軍隊運送到法國。在信中，赫爾曼提出他對這個化石的推論，他認為這個化石屬於哺乳類。赫爾曼並做了重建圖，將這個化石重建為飛行動物，在最長的第四指與腳踝之間連接者皮翼，身體與皮翼覆蓋者毛。赫爾曼並參考蝙蝠，在頸部與手腕間加了皮翼。居維葉同意這些說法，並在同年底的研究中加進赫爾曼的推論。居維葉認為：「無疑地，這些長的手指在生前曾支撐者皮膜，使這動物的身體前段非常寬，形成作用良好的翅膀」。
在1817年，翼手龍的第二個標本被發現，同樣來自於索倫霍芬石灰岩。這個小型標本被命名為Ornithocephalus brevirostrus，經過多次的變動後，目前被歸類於古老翼手龍。這個標本的口鼻部短，目前被認為是幼年個體的特徵。

## 分類

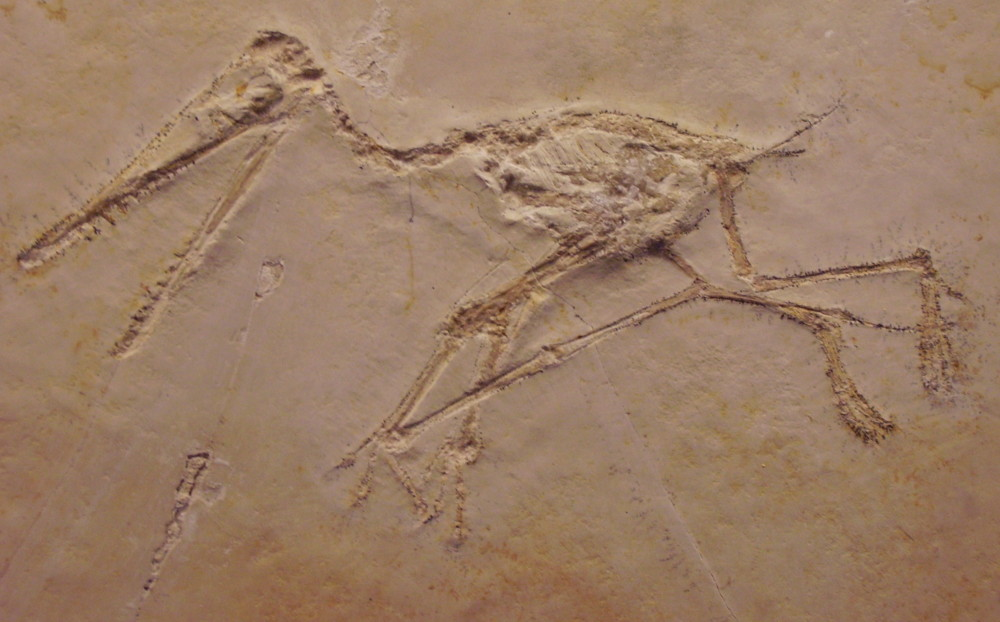
古老翼手龍 - 牛津大學自然歷史博物館

在1809年，喬治·居維葉（Georges Cuvier）將這動物命名為Ptero-dactyle。在1812年，Soemmering將同一個標本命名為Ornithocephalus antiquus。由於居維葉較早命名，居維葉的命名具有優先權，所以這個正模標本的名字為古老翼手龍（Ptero-dactyle antiquus）。在1815年，Constantine Samuel Rafinesque將這個名稱拉丁語化，成為現在的名稱Pterodactylus。
在1830年，克莉斯汀·艾瑞克·赫爾曼·汪邁爾（Christian Erich Hermann von Meyer）建立翼手龍科，以包含翼手龍，以及其他類似的翼龍類。之後，科學家將許多類似的翼龍類歸類於翼手龍科。在近年的研究中，翼手龍科被認為是個並系群或是複系群，包含梳頜翼龍超科的部分物種。

### 種

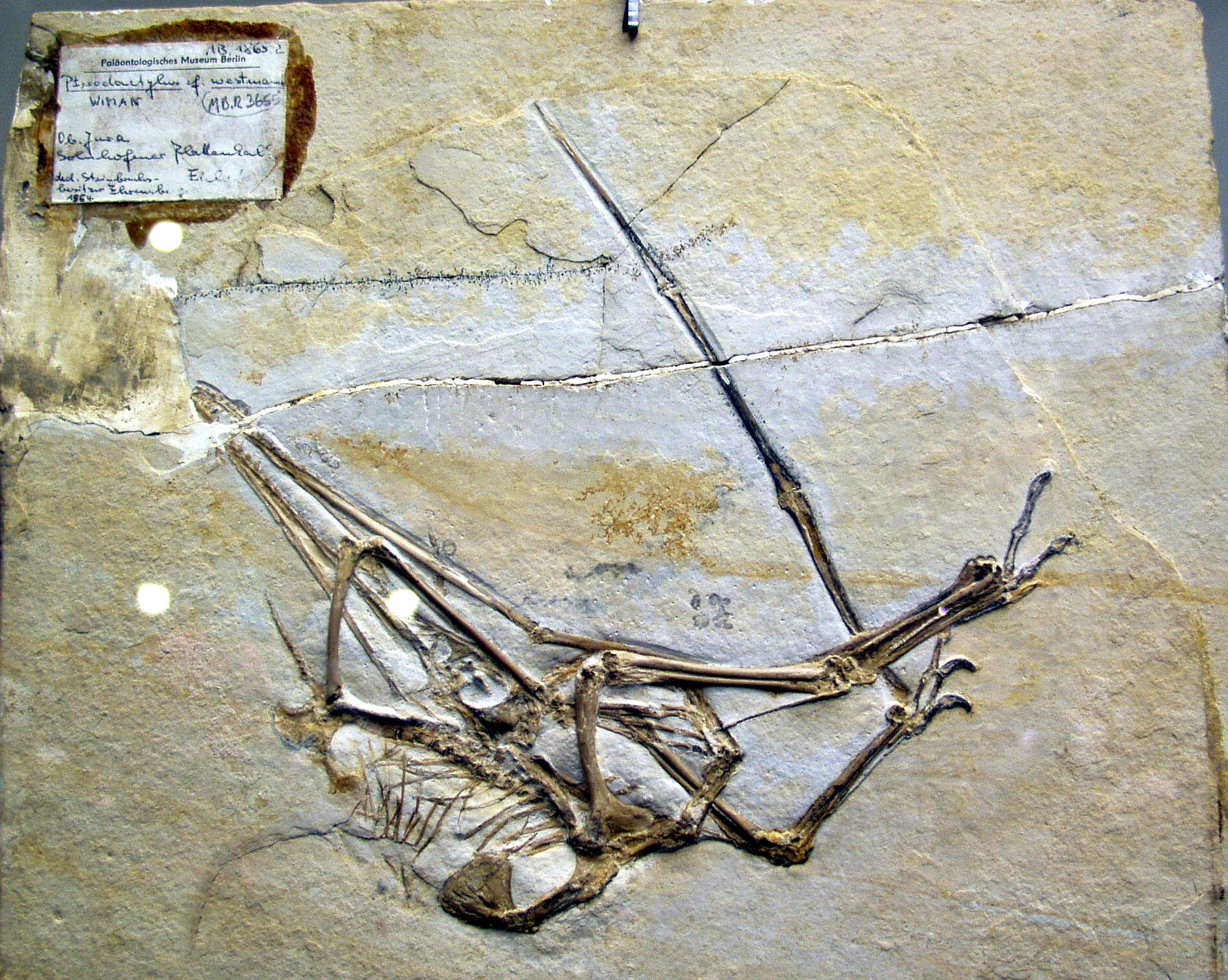
寇氏翼手龍的化石 - 柏林洪堡大學自然博物館

自從被發現以來，尤其是19世紀初期，已有很多種被歸類於翼手龍屬，其中最著名的是古老翼手龍、寇氏翼手龍。自從1990年代以來，大部分研究認為翼手龍屬的許多種，並不足以成為獨立的種。包含大衛·安文（David Unwin）在內的許多科學家，認為長頸翼手龍是不同於古老翼手龍、寇氏翼手龍的動物。大衛·安文更提出，長頸翼手龍較接近德國翼龍，需要成立獨立的新屬。長頸翼手龍有時被歸類於Diopecephalus。但是，Diopecephalus是在1871年由哈利·絲利（Harry Seeley）建立，因為哈利·絲利認為寇氏翼手龍並不屬於翼手龍屬。寇氏翼手龍目前仍被認為屬於翼手龍屬，Diopecephalus成為翼手龍屬的異名；因此長頸翼手龍需要另建新的屬名。
許多曾被歸類於翼手龍屬的種，是根據幼年化石而建立，目前多被歸類於其他屬或種的未成年化石。例如，P. elegans的化石是個未成年的梳頜翼龍。P. micronyx也是根據小型、未成年的顱骨而建立，但目前難以確定P. micronyx該改歸類於什麼物種。Christopher Bennett等科學家認為P. micronyx可能屬於頜翼龍。另外，還有許多種是根據少量、不完整的化石而建立，目前被認為是疑名。

## 外部連結
- The Pterosaur Database - Upper Jurassic Several species are discussed following individual links here.